# Сан-Мигел-ду-Уэсти
Сан-Мигел-ду-Уэсти (порт. São Miguel do Oeste)  —  муниципалитет в Бразилии, входит в штат Санта-Катарина. Составная часть мезорегиона Запад штата Санта-Катарина. Входит в экономико-статистический  микрорегион Сан-Мигел-ду-Уэсти. Население составляет 33 806 человек на 2007 год. Занимает площадь 234,396 км². Плотность населения — 144,22 чел./км².
Праздник города —  15 февраля.

## История
Город основан 15 февраля 1954 года.

## Статистика
- Валовой внутренний продукт на 2005 составляет 433.916.000,00 реалов (данные: Бразильский институт географии и статистики).
- Валовой внутренний продукт на душу населения на 2005 составляет 12.736,00 реалов (данные: Бразильский институт географии и статистики).
- Индекс развития человеческого потенциала на 2000 составляет 0,838 (данные: Программа развития ООН).

## География
Климат местности: субтропический. В соответствии с классификацией Кёппена, климат относится к категории cfb.

## Галерея

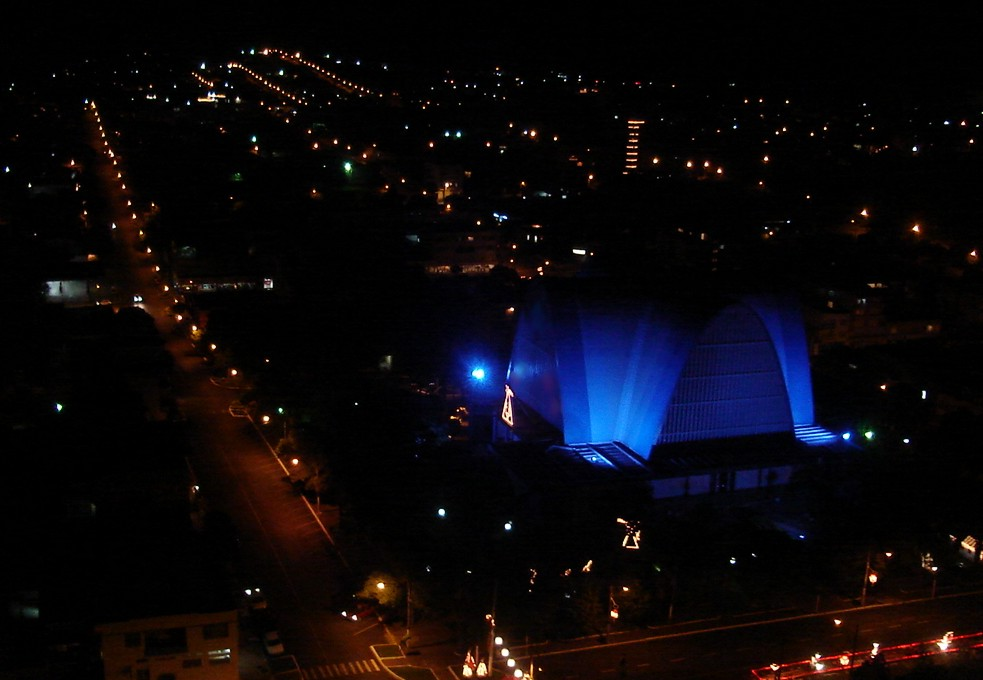
Собор
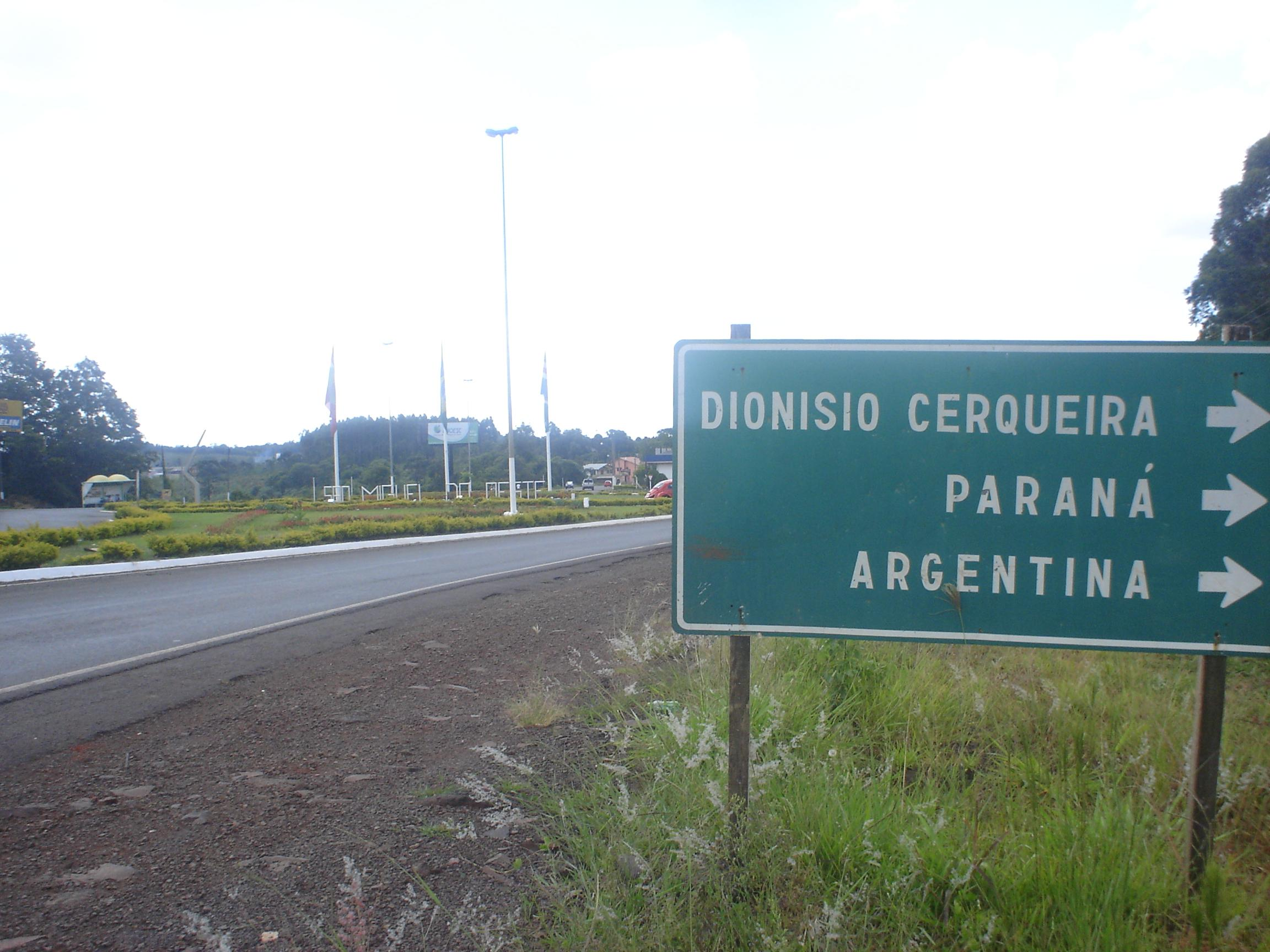
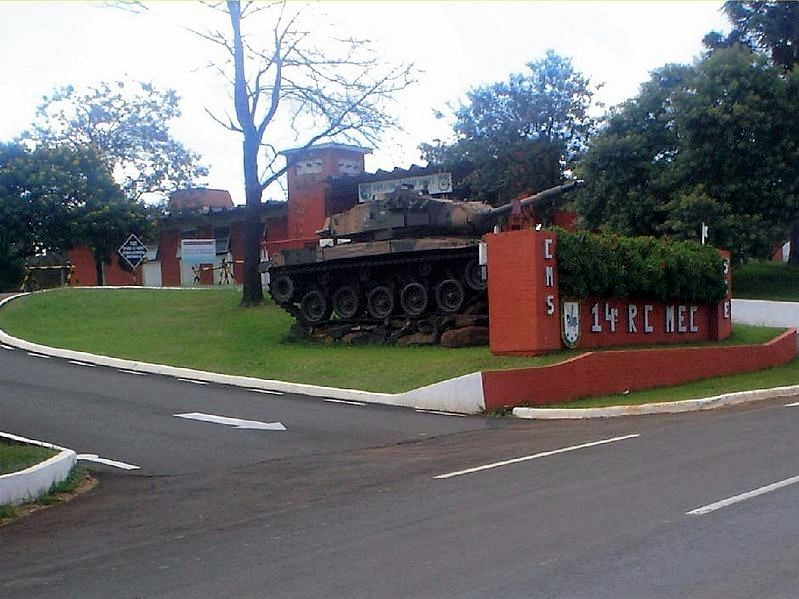